# ゴードン・ヘイワード
ゴードン・ダニエル・ヘイワード（Gordon Daniel Hayward, 1990年3月23日 - ）はアメリカ合衆国インディアナ州インディアナポリス出身の元プロバスケットボール選手。現役時代のポジションはスモールフォワードまたはパワーフォワード。

## 経歴

### カレッジ
バトラー大学で2008年から2010年までの2年間所属し、同大学を2年連続でNCAAトーナメント決勝に導いた。

### ユタ・ジャズ
2010年のNBAドラフト、1巡目9位でユタ・ジャズに指名を受け、入団した。1年目の2010-11シーズンは72試合に出場し、17試合に先発出場して、平均5.4得点を記録した。
2011-12シーズン、2012-13シーズンと着実に出場時間、平均得点を伸ばし、2013-14シーズンにはスターターとして定着し、出場77試合すべてに先発出場し、平均16.2得点、5.1リバウンド、5.2アシストすべてキャリア最高を記録し、ジャズの主力へと育った。オフに制限付きFAとなった。
2014-15シーズン開幕前の2014年7月10日、シャーロット・ホーネッツから提示された4年総額6300万ドルのオファーシートにサインしたが、2日後にジャズは同額の契約を提示し、再契約が決まった。このシーズンからは先発に定着し、77試合に平均36.4分の出場で、16.2得点、5.1リバウンド、5.2アシスト、1.4スティールなどを記録した。
2015-16シーズン、2016年2月9日のダラス・マーベリックス戦では、119-119で迎えた延長残り数秒の場面から、決勝ブザービーターシュートを決めた。
2016-17シーズンは、右手の負傷で出遅れたものの、復帰後はチームの快進撃を演出。2017年1月26日には、NBAオールスターゲームの出場が決定した。以降もエースとして活躍し、カンファレンス準決勝まで導いた。ロサンゼルス・クリッパーズとの1回戦の第3戦では40得点を記録した。レギュラーシーズンでは平均得点が初めて20得点を超えた。

### ボストン・セルティックス
2017-18シーズン開幕前の2017年7月4日にボストン・セルティックスと4年総額1億2800万ドルの大型契約を締結。バトラー大学時代の恩師ブラッド・スティーブンスの下で頂点を目指すことになった。開幕戦となったクリーブランド・キャバリアーズ戦で、左足首を骨折する重傷を負ってしまった。結局リハビリのためシーズンの残りの試合は欠場した。
2018-19シーズンは前述の故障から復帰し、主にシックスマンとして72試合に出場したが、平均25.6分の出場で11.5得点、4.5リバウンド、3.4アシストと低調な成績に終わった。
2019-20シーズンはジェイソン・テイタム、ジェイレン・ブラウン、マーカス・スマートらとの兼ね合いで、パワーフォワードとして出場することも多かったが、平均33.5分の出場で17.5得点、6.7リバウンド、4.1アシストなどと、オールスターに選ばれた3年前に近い成績に復調した。オフの2020年11月にプレイヤーオプションを破棄してFAとなった。

### シャーロット・ホーネッツ
2020-21シーズン開幕前の2020年11月21日にシャーロット・ホーネッツと4年総額1億2000万ドルのマックス契約を結んだ。2021年1月6日のアトランタ・ホークス戦で自己最多の44得点を記録した。このシーズンは44試合に平均34.0分の出場で、19.6得点、5.9リバウンド、4.1アシスト、1.2スティールなどを記録した。

### オクラホマシティ・サンダー
2024年2月8日にトレ・マン、ダービス・ベルターンス、バシリエ・ミチッチ、2つのドラフト2巡目指名権、金銭とのトレードで、オクラホマシティ・サンダーへ移籍した。しかしチーム戦術に適合出来なかったことから十分な出場機会を与えられず、故障で開幕戦の7分間しかプレー出来なかった2017-18シーズンを除けばキャリアワーストの平均得点となるなど、活躍出来ずに終わると、8月1日にSNS上で現役引退を表明した。

## 個人成績

### NBA

#### レギュラーシーズン
| シーズン     | チーム       | GP  | GS  | MPG  | FG%  | 3P%  | FT%  | RPG | APG | SPG | BPG | PPG  |
| ------------ | ------------ | --- | --- | ---- | ---- | ---- | ---- | --- | --- | --- | --- | ---- |
| 2010–11      | UTA          | 72  | 17  | 16.9 | .485 | .473 | .711 | 1.9 | 1.1 | .4  | .3  | 5.4  |
| 2011–12      | UTA          | 66  | 58  | 30.5 | .456 | .346 | .832 | 3.5 | 3.1 | .8  | .6  | 11.8 |
| 2012–13      | UTA          | 72  | 27  | 29.2 | .435 | .415 | .827 | 3.1 | 3.0 | .8  | .5  | 14.1 |
| 2013–14      | UTA          | 77  | 77  | 36.4 | .413 | .304 | .816 | 5.1 | 5.2 | 1.4 | .5  | 16.2 |
| 2014–15      | UTA          | 76  | 76  | 34.4 | .445 | .364 | .812 | 4.9 | 4.1 | 1.4 | .4  | 19.3 |
| 2015–16      | UTA          | 80  | 80  | 36.2 | .433 | .349 | .824 | 5.0 | 3.7 | 1.2 | .3  | 19.7 |
| 2016–17      | UTA          | 73  | 73  | 34.5 | .471 | .398 | .844 | 5.4 | 3.5 | 1.0 | .3  | 21.9 |
| 2017–18      | BOS          | 1   | 1   | 5.0  | .500 | .000 | —    | 1.0 | .0  | .0  | .0  | 2.0  |
| 2018–19      | BOS          | 72  | 18  | 25.6 | .466 | .333 | .834 | 4.5 | 3.4 | .9  | .3  | 11.5 |
| 2019–20      | BOS          | 52  | 52  | 33.5 | .500 | .383 | .855 | 6.7 | 4.1 | .7  | .4  | 17.5 |
| 2020–21      | CHA          | 44  | 44  | 34.0 | .473 | .415 | .843 | 5.9 | 4.1 | 1.2 | .3  | 19.6 |
| 2021–22      | CHA          | 49  | 48  | 31.9 | .459 | .391 | .846 | 4.6 | 3.6 | 1.0 | .4  | 15.9 |
| 2022–23      | CHA          | 50  | 50  | 31.5 | .475 | .325 | .811 | 4.3 | 4.1 | .8  | .2  | 14.7 |
| 2023–24      | CHA          | 25  | 25  | 31.9 | .468 | .361 | .765 | 4.7 | 4.6 | 1.1 | .5  | 14.5 |
| 2023–24      | OKC          | 26  | 3   | 17.2 | .453 | .517 | .692 | 2.5 | 1.6 | .5  | .0  | 5.3  |
| 通算         | 通算         | 835 | 649 | 30.7 | .455 | .370 | .822 | 4.4 | 3.5 | 1.0 | .4  | 15.2 |
| オールスター | オールスター | 1   | 0   | 17.3 | .571 | .000 | —    | 1.0 | 2.0 | 4.0 | .0  | 8.0  |

#### プレーオフ
| シーズン | チーム | GP | GS | MPG  | FG%  | 3P%  | FT%   | RPG | APG | SPG | BPG | PPG  |
| -------- | ------ | -- | -- | ---- | ---- | ---- | ----- | --- | --- | --- | --- | ---- |
| 2012     | UTA    | 4  | 4  | 30.8 | .182 | .083 | 1.000 | 2.8 | 3.0 | .8  | .0  | 7.3  |
| 2017     | UTA    | 11 | 11 | 37.3 | .441 | .412 | .934  | 6.1 | 3.4 | .9  | .3  | 24.1 |
| 2019     | BOS    | 9  | 0  | 29.7 | .414 | .375 | 1.000 | 3.7 | 2.4 | .7  | .3  | 9.6  |
| 2020     | BOS    | 5  | 1  | 31.4 | .400 | .292 | .875  | 4.0 | 2.8 | 1.4 | .4  | 10.8 |
| 2024     | OKC    | 7  | 0  | 6.6  | .000 | —    | —     | 1.9 | .4  | .1  | .1  | .0   |
| 通算     | 通算   | 36 | 16 | 27.9 | .401 | .352 | .950  | 4.1 | 2.4 | .8  | .3  | 12.1 |

### カレッジ
| シーズン | チーム   | GP | GS | MPG  | FG%  | 3P%  | FT%  | RPG | APG | SPG | BPG | PPG  |
| -------- | -------- | -- | -- | ---- | ---- | ---- | ---- | --- | --- | --- | --- | ---- |
| 2008–09  | バトラー | 32 | 32 | 32.7 | .479 | .448 | .815 | 6.4 | 1.9 | 1.5 | .9  | 13.1 |
| 2009–10  | バトラー | 37 | 37 | 33.5 | .464 | .294 | .829 | 8.2 | 1.7 | 1.1 | .8  | 15.5 |
| 通算     | 通算     | 69 | 69 | 33.1 | .470 | .369 | .824 | 7.4 | 1.8 | 1.3 | .9  | 14.4 |

## エピソード
MLB選手のタッカー・バーンハートとは幼なじみである。